# Cléonide
Cléonide (en grec ancien Κλεωνίδης) est un musicographe grec du IIIe siècle, auteur du traité de musique Introduction aux Harmoniques.

## Œuvre
Le traité de Cléonide est le traité musical qui contient le plus d'aspects techniques de la théorie musicale aristoxénienne. L'attribution de cette Introduction (isagogè) à Euclide ou Pappos d'Alexandrie est incompatible avec l'approche aristoxénienne adoptée dans le traité. 